# 章安灌頂
章安灌頂（561年—632年），隋代僧，俗姓吳，字法雲，法號灌頂，生於浙江章安（今浙江臨海縣），祖籍常州義興，人稱章安大師、章安尊者，佛教僧侶，為天台宗智顗大師之徒，被尊為天台祖四祖。他整理出天台三大部，在天台宗教義確立上有重大貢獻。

## 生平
561年（南朝陳文帝天嘉2年），在浙江章安出生。其父早逝，由其母養育。7歲時，從攝靜寺慧拯出家，20歲受具足戒。
583年，入光宅寺，成為智顗弟子。584年，智顗在光宅寺開講《法華經》，經灌頂筆記整理後，成為《法華文句》。後智顗移居荊州玉泉寺，灌頂隨之前去。
591年，隨智顗移居揚州禪眾寺。智顗為晉王楊廣（之後的隋煬帝）授菩薩戒，獲封「智者大師」。智顗回到天台山，灌頂也隨之前往。在此時，因隨從智顗，曾與嘉祥吉藏有所來往。
597年，智顗過世。章安灌頂繼續居住在天台山國清寺，整理智顗的講稿。智顗在玉泉寺的講記，經灌頂筆記、整理後，成為《法華玄義》、《摩訶止觀》等書傳世。
602年，駐錫慧日道場。
632年（唐太宗貞觀6年8月7日），示寂於國清寺。灌頂於天台山國清寺過世，享年72。追諡總持尊者。

### 法嗣
智顗大師

## 師承
- 智顗

## 著作
- 『涅槃玄義』
- 『涅槃經疏』
- 『觀心論疏』
- 『四念處』
- 『國清百録』

『天台八教大意』宋代人以為是灌頂作，但據《中華佛教百科全書》，本書引用荊溪湛然之創見及當時譯經的用語，因此非灌頂所撰，而是於荊溪湛然處修學天台的唐代僧人明曠所作。

## 外部連結
- 天台宗五祖～章安大師 （页面存档备份，存于）
- 佛光大辭典 章安 （页面存档备份，存于）

1. ↑  釋 正 持. .   [2020-06-23]. （原始内容存档于2020-12-05）.